# إريك بولغار
ايريك بولجار (بالإسبانية: Erick Pulgar)‏ (15 يناير 1994 أنتوفاغاستا تشيلي - ) هو لاعب كرة قدم تشيلي، يلعب كمدافع.

## وصلات خارجية
- إريك بولغار على موقع اتحاد تركيا (لاعب) (الإنجليزية)
- إريك بولغار على موقع إي إس بي إن إف سي (الإنجليزية)
- إريك بولغار على موقع قاعدة بيانات كرة القدم.إي يو (الإنجليزية)
- إريك بولغار على موقع ليكيب (الفرنسية)
- إريك بولغار على موقع ناشيونال فوتبول تيمز (الإنجليزية)
- إريك بولغار على موقع Soccerway.com (الإنجليزية)
- إريك بولغار على موقع عالم كرة القدم.نت (الإنجليزية)
- إريك بولغار على موقع AS.com (الإسبانية)